# Чудово

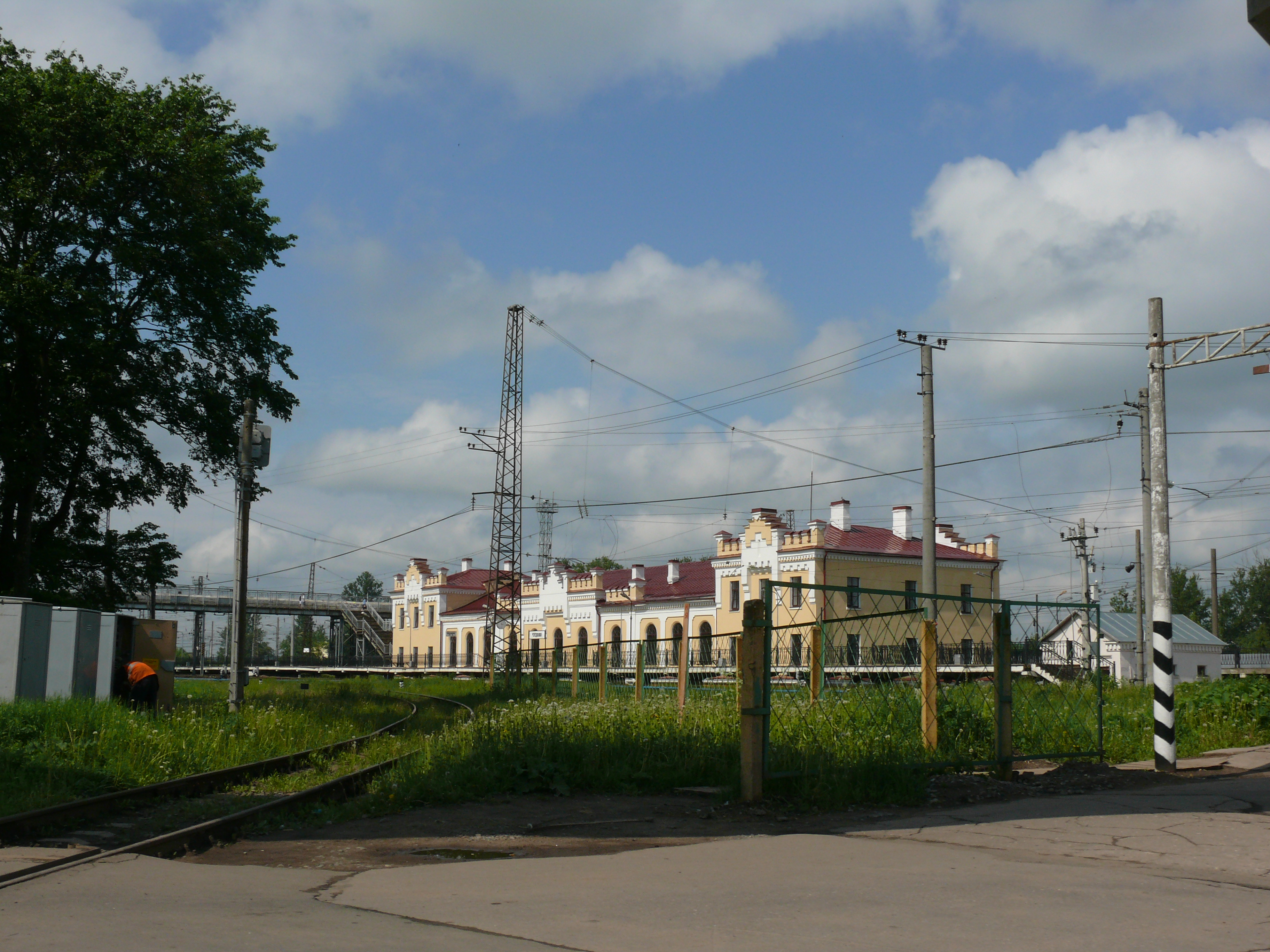
Залізничний вокзал

Чудово — місто (з 1937) в Росії, адміністративний центр Чудовського муніципального району на півночі Новгородської області.
Місто розташоване на Приільменській низовині — річці Кересті (притока Волхової, басейн Ладозького озера), за 73 км від Великого Новгорода.

## Історія
Перша згадка про Чудово була виявлена в Писцовій книзі Водської пятіни під 1539 роком, де говориться про село Чудово на Кересті (сучасна вулиця Іванова) й село Чудовська Лука (воно перебувало на закруті річки Керест (за нинішньої Центральною районною лікарнею), але пізніше було перенесено на Велику Тихвінську стовпову дорогу (нинішня вулиця Косінова). Село Чудовська Лука було вельми великим за мірками того часу — налічувало більше 30 дворів, що дозволяє віднести виникнення села до більш ранніх років. Пізніше, з розвитком Ямського промислу на поштовому тракті село Чудово перетворилося в "Чудовський Ям, що лежав на дорозі до Неви від Москви через Новгород. На початку XIX століття жителі села Ям-Чудово займалися рибальством, заготівлею сіна та дров для продажу до Петербургу. Назва Ям-Чудово зберігалася до 1851.
У 1849 році поруч з Чудовом пройшла перша черга Миколаївської залізниці Санкт-Петербург — Москва. Спочатку станція в півтора верстах від села називалася Керестьска.
У 1871 закінчено будівництво вузькоколійної залізниці Новгород — Чудово. Чудово стає вузловою залізничною станцією, біля якої виросло велике селище. У 1877 році замість двох дерев'яних вокзалів, що розташовувалися по обидві сторони полотна, побудовано кам'яний залізничний вокзал (одна з небагатьох у місті будівель XIX століття, збережених до наших днів).
У 1923 пристанційне селище Чудово отримує статус селища міського типу. З 1 серпня 1927 стало центром Чудовського району Новгородського округу Ленінградської області. 25 червня 1928 відповідно до постанови Президії ВЦВК пристанційне селище Чудово було перетворено в робітниче селище.
20 червня 1937 за черговою постановою Президії ВЦВК селище Чудово отримало статус міста районного підпорядкування.
За Указом Президії Верховної Ради СРСР від 5 липня 1944 місто Чудово та весь Чудовський район були включені до складу новоствореної Новгородської області.

### Назва міста
Існує кілька версій етимології топоніма Чудово. Одна з них свідчить, що цей ойконим утворений від етноніма фіно-угорського племені чудь, що цілком ймовірно, оскільки населений пункт розташований на території передбачуваного розселення чуді в домонгольський період.
З іншого боку, структура назви дозволяє бачити в основі топоніма прізвище Чудо (зафіксоване в писцових книгах Водьскої пятіни Новгородської землі XVI ст.)

## Демографія

### Чисельність населення
Зміна чисельності населення за період з 1897 по 2010 рік:
Після Чорнобильської аварії у Чудово стали інтенсивно переселятися цигани з постраждалої зони в Білорусі, у 2006 році в Чудовому було 218 циганських дворів.

## Економіка
| ТОВ «ЮПМ-Кюммене Чудово» (належить фінській компанії UPM)             | Фанера. Шпон |
| Філія ВАТ «Російські залізниці» Чудовський завод залізобетонних шпал. | Конструкції та вироби збірного залізобетону. Напівшпали. Брус. Залізобетонні шпали                                                 |
| ТОВ «Дірол Кедбері»                                                   | Кондитерські вироби |
| ВАТ «Енергомаш»                                                       | Промислове обладнання (теплообмінники, насоси, вентилятори), запасні частини для енергетичного обладнання                          |
| ЗАТ «Русская спичка»                                                  | Сірники побутові. Сірникова соломка. Сувенірна та нестандартна продукція                                                           |
| ВАТ «УРСА Чудово»                                                     | Теплоізоляційні матеріали зі скляного штапельного волокна (скловата)                                                               |
| Чудовська філія ВАТ «Новгородоблкоммунелектро»                        | Передача електроенергії |
| МУП «Будинок побутових послуг»                                        | Побутові послуги (перукарня, шевська, фотографія, пошиття та ремонт швейних виробів, ритуальні послуги та обслуговування кладовищ) |
| ЗАТ «Чудовський хліб»                                                 | Хлібобулочні та кондитерські вироби                                                                                                |
| Чудовська філія ОДУ «Агентство інформаційних комунікацій»             | Випуск газети «Родина», виготовлення друкованої продукції (бланки, буклети, брошури, рекламна продукція), оперативна поліграфія    |
| ТОВ «Велес»                                                           | Хлібобулочні вироби |
| ГУП «Дослідно-спеціалізований завод м. Чудово ГНУСЗНІІМЕСХ»           | Металоконструкції |

## Транспорт

### Залізничний транспорт
Місто стоїть на залізниці Санкт-Петербург — Москва, за 118 км від Санкт-Петербурга, за 532 км від Москви і за 73 км від Великого Новгорода.
Залізничні станції:
- Чудово-Московское, Чудово-2, Чудово-3

### Міський громадський транспорт
У місті діють два міських автобусних маршрути:

### Автотранспорт
За 1 км від міста Чудово розташована федеральна автомобільна дорога. 
У місті діють п'ять приміських маршрутів і три міжміських.

## Пам'ятки
У Чудовому розташований будинок-музей Некрасова — мисливський будиночок поета, відновлений після нацистсько-радянської війни.

## Міжнародні зв'язки
Місто-побратим: Парайнен (Фінляндія ).
Чудово підтримує також тісні зв'язки зі шведським містом Кумла.

## Люди, пов'язані з містом
- М.О. Некрасов (1821 — 1888) — поет, письменник, класик російської літератури. У будинку, де жив поет, був створений музей.